# Cetorhinus parvus
Espèce
Synonymes
- Keasius parvus[1]

Cetorhinus parvus est une espèce éteinte de poissons de la famille des Cetorhinidae, famille qui ne compte qu'une seule espèce actuelle, le requin pèlerin (Cetorhinus maximus).
Cetorhinus parvus est connu à partir de ses dents qui ont été retrouvées en Europe et aux États-Unis dans des sédiments datant de l'Oligocène supérieur (Chattien).